# Stigmella braunella
Stigmella braunella là một loài bướm đêm thuộc họ Nepticulidae. Loài này có ở California.
Sải cánh dài 5.4-6.6 mm. Có hai lứa trưởng thành một năm with late instar larvae being encountered throughout the year.
Ấu trùng ăn Prunus ilicifolia.Chúng ăn lá nơi chúng làm tổ. 